# Jan Schouten (scheepsbouwmeester)
Jan Schouten (Dordrecht, gedoopt 9 juni 1786 - aldaar, 23 april 1852) was een scheepsbouwmeester, vrijmetselaar en dichter.

## Leven en werk

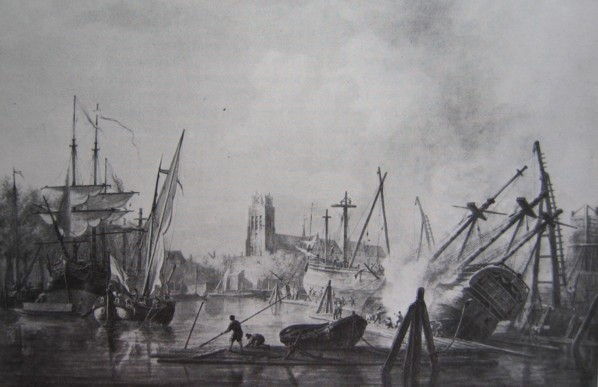
Scheepswerf Schouten aan de Kalkhaven te Dordrecht

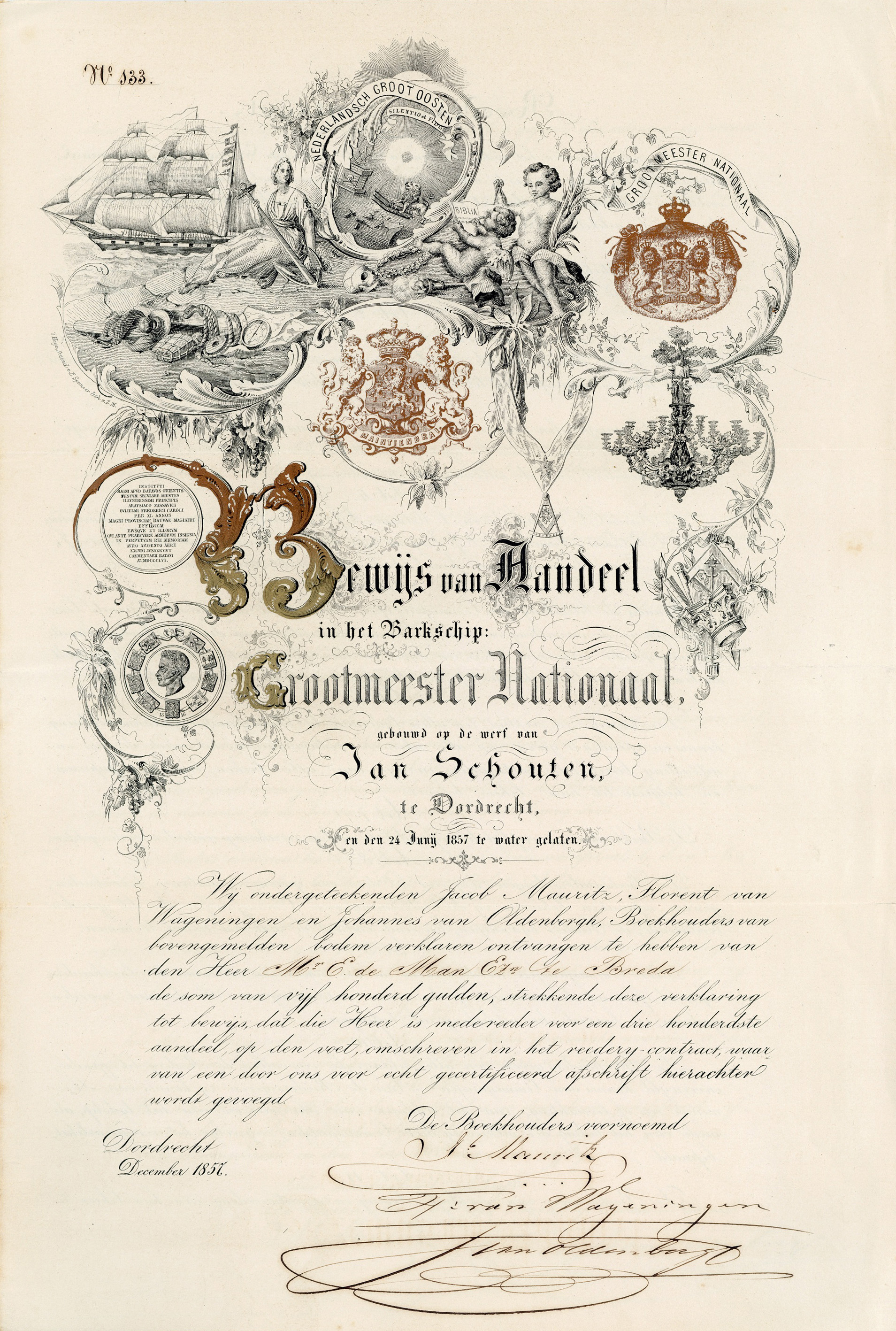
Bewijs van Aandeel in de Barkship Grootmeester Nationaal voor 500 gulden, uitgegeven in Dordrecht in december 1857. Het zeilschip was gebouwd op de scheepswerf van Jan Schouten. Vrijmetselaars uit heel Nederland werkten mee aan de financiering van de bark.

Schouten werd in 1786 in Dordrecht geboren als zoon van Jan Schouten en  Maria Boet. Hij zou zijn leven lang in Dordrecht blijven wonen. Hij trouwde in 1810 met Anna Crans, dochter van Dirk Crans, essayeur/waardijn van de voormalige Munt van Holland. Zij kregen drie kinderen Jan, Maria Petronella en Arnoldus Jan Schouten. De vader van Schouten bezat een scheepswerf aan de Hoogt/Kalkhaven te Dordrecht en handelde in hout. Het was de bedoeling dat Schouten zijn vader zou opvolgen, daarom werd hij opgeleid tot scheepsbouwmeester op de marinescheepswerven te Rotterdam. Als jongeman maakte hij een 'grand tour' door Europa en bezocht de belangrijkste grote steden met de bedoeling kennis op te doen en zich te ontspannen.
Hij was verantwoordelijk voor de bouw van het stoomschip Prins Frederik der Nederlanden dat de eerste verbinding tussen Dordrecht en Rotterdam verzorgde. Schouten is oprichter van de Eerste Oost-Indische Rederij.
Schouten was vrijmetselaar, soms ging dit samen met zijn beroep. Zo kreeg hij van zijn 'broeders' de opdracht om een koopvaardijfregat te bouwen dat 'Broedertrouw' zou gaan heten. Als gevolg van de succesvolle vaart van dit schip werd besloten om een tweede en daaropvolgend een derde maçonnieke fregat te bouwen, de 'Delta' en de 'Osiris'. Hij pleegde dit trio schepen 'Geloof, Hoop en Liefde' te noemen, het was zijn belangrijkste productie. Schouten was in 1812 mede-oprichter van La Flamboyante, de oudste vrijmetselaarsloge van Dordrecht. Hij was voorzittend meester van 1812-1852 en gedeputeerd grootmeester nationaal van 1840-1852. Er waren nogal wat scheepsofficieren lid van La Flamboyante.
Schouten was ook actief op politiek terrein. Vanaf 1813 was hij lid van het stadsbestuur van Dordrecht. Enkele jaren later werd hij lid van de Provinciale Staten van Zuid-Holland. Verder was Jan Schouten geïnteresseerd in literatuur, hij was lid van het Dordtse letterkundig genootschap Diversa Sed Una dat in 1816 was opgericht. Hij schreef meerdere gelegenheidswerken, onder meer ter gelegenheid van het huwelijk van prins Frederik, het overlijden van koningin Wilhelmina en het huwelijk van prinses Marianne.
Schouten was ridder in de Orde van de Nederlandse Leeuw. Hij overleed in april 1852 op 65-jarige leeftijd in zijn woonplaats Dordrecht.